# Maus (Villar de Barrio)
Maus (llamada oficialmente San Pedro das Maus) es una parroquia y un lugar del municipio español de Villar de Barrio, en la provincia de Orense, Galicia.

## Toponimia
El origen del topónimo As Maus habría que buscarlo en un gentilicio medieval derivado del río Asma, Asmanos. La reinterpretación como un artículo más un substantivo, As Maus, se atestigua en el siglo XIII.
La parroquia también es conocida por el nombre de San Pedro de Maus.

## Geografía
Se encuentra al lado del río Arnoia, y al pie de la Serra de San Mamede. El territorio de la parroquia es claramente montañoso, con altitudes que van de 700 a 1650 m s. n. m.

## Historia

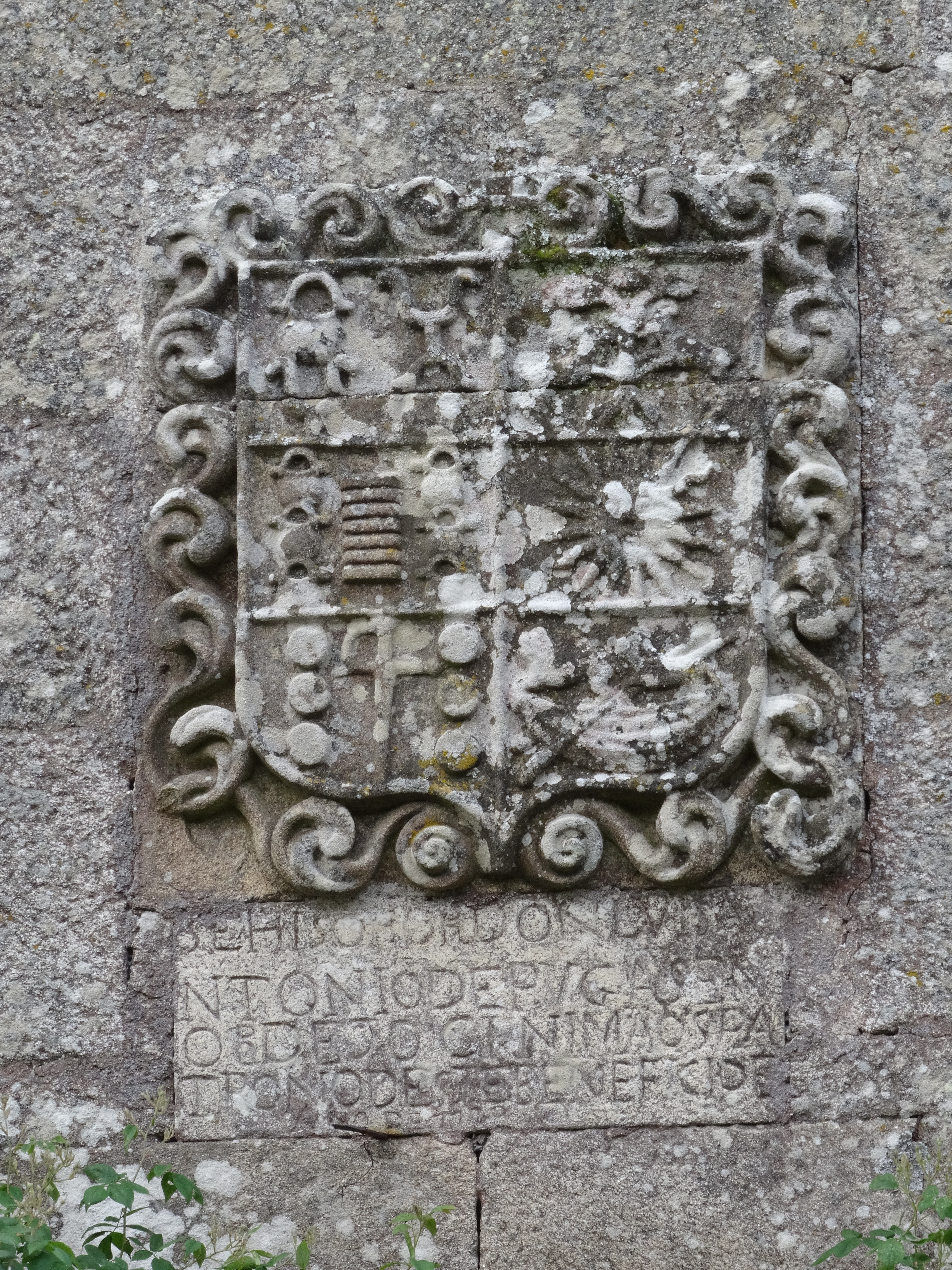
Placa en la iglesia parroquial de San Pedro.

Previamente, y como se indica en la entrada escudo de la iglesia, se llamó Maos. En las respuestas del reino a la interrogación de Felipe II de España, en 1571, para la distribución de moriscos granadinos, se dice que San Pedro Dasmaos tenía veinticinco habitantes. De acuerdo con el catastro de Ensenada de 1753, la parroquia tenía dos coutos, más o menos cuadrados y circunscritos entre sí; el exterior era de la jurisdicción de Juan Puga y Solís, conde de Torre Peneda, que también ejercía en Xocín, y el interior era de la jurisdicción de Juan Suárez Noguerol. También tenía couto en Alemparte, jurisdicción del conde de Maceda, y sobre ocho vecinos ejercida Juan Suárez, vecino de Mende. Los lugares de Porto y Parada pertenecían a la jurisdicción del conde de Monterrey. Barrán pertenecía a la jurisdicción de la Torre de Limia.

## Organización territorial
La parroquia está formada por seis entidades de población, constando cinco de ellas en el nomenclátor del Instituto Nacional de Estadística español:
- Borrán (Barrán)
- Maus (As Maus)
- Porto, que abarca las entidades de población de:
  - Alemparte
  - Porto
- Parada (Paradas)
- San Pedro

## Demografía

### Parroquia
| Gráfica de evolución demográfica de Maus (parroquia) entre 2000 y 2023 |
|                                                                        |
| Datos según el nomenclátor publicado por el INE.                       |

### Lugar
| Gráfica de evolución demográfica de Maus (lugar) entre 2000 y 2023 |
|                                                                    |
| Datos según el nomenclátor publicado por el INE.                   |

## Patrimonio
Destacan en arquitectura civil los conjuntos de hórreos que salpican a lo largo de un regato, así como varios hornos y una forja. En monumentos religiosos, no quedan vestigios de la iglesia antigua, pero si del retablo de 1608 de Francisco de Moure, hecho en la primera etapa de este imaginero. En el lugar de Porto está la capilla de Santo Antonio, situada en el centro de la aldea. En el cumio del Castro del Porto, en Val de Mouros, hay uns restos, posiblemente de un castro. También destaca el área recreativa con piscina fluvial. La aldea abandonada de Parada entre sotos de castaños. En Borrán está la capilla dedicada a Santiago Apóstol, junto al Camino de Santiago de la Vía de la Plata.